# Pylaisia curviramea
Pylaisia curviramea là một loài Rêu trong họ Hypnaceae. Loài này được Dixon mô tả khoa học đầu tiên năm 1928.